# جزيرة كايو أنجين بيرا
جزيرة كايو أنجين بيرا وهي جزيرة من جزر إندونيسيا، وتقع في إقليم جاكارتا، في بولاو سيريبو ضمن شمال الجزر الألف.